# You Say
You Say is een single van de Amerikaanse singer-songwriter Lauren Daigle. Het is het eerste nummer van haar derde studioalbum Look Up Child. De single kwam uit op 13 juli 2018.
Het nummer won een Grammy Award voor Best Contemporary Christian Music Performance/Song. Ook werd het in de Verenigde Staten bekroond met dubbel platina en in België met goud.

## Hitnoteringen

### Nederlandse Top 40
| Hitnotering: 22-06-2019 t/m 02-11-2019 | Hitnotering: 22-06-2019 t/m 02-11-2019 | Hitnotering: 22-06-2019 t/m 02-11-2019 | Hitnotering: 22-06-2019 t/m 02-11-2019 | Hitnotering: 22-06-2019 t/m 02-11-2019 | Hitnotering: 22-06-2019 t/m 02-11-2019 | Hitnotering: 22-06-2019 t/m 02-11-2019 | Hitnotering: 22-06-2019 t/m 02-11-2019 | Hitnotering: 22-06-2019 t/m 02-11-2019 | Hitnotering: 22-06-2019 t/m 02-11-2019 | Hitnotering: 22-06-2019 t/m 02-11-2019 | Hitnotering: 22-06-2019 t/m 02-11-2019 | Hitnotering: 22-06-2019 t/m 02-11-2019 | Hitnotering: 22-06-2019 t/m 02-11-2019 | Hitnotering: 22-06-2019 t/m 02-11-2019 | Hitnotering: 22-06-2019 t/m 02-11-2019 | Hitnotering: 22-06-2019 t/m 02-11-2019 | Hitnotering: 22-06-2019 t/m 02-11-2019 | Hitnotering: 22-06-2019 t/m 02-11-2019 | Hitnotering: 22-06-2019 t/m 02-11-2019 | Hitnotering: 22-06-2019 t/m 02-11-2019 | Hitnotering: 22-06-2019 t/m 02-11-2019 |
| Week:                                  | 1                                      | 2                                      | 3                                      | 4                                      | 5                                      | 6                                      | 7                                      | 8                                      | 9                                      | 10                                     | 11                                     | 12                                     | 13                                     | 14                                     | 15                                     | 16                                     | 17                                     | 18                                     | 19                                     | 20                                     |                                        |
| -------------------------------------- | -------------------------------------- | -------------------------------------- | -------------------------------------- | -------------------------------------- | -------------------------------------- | -------------------------------------- | -------------------------------------- | -------------------------------------- | -------------------------------------- | -------------------------------------- | -------------------------------------- | -------------------------------------- | -------------------------------------- | -------------------------------------- | -------------------------------------- | -------------------------------------- | -------------------------------------- | -------------------------------------- | -------------------------------------- | -------------------------------------- | -------------------------------------- |
| Positie:                               | 36                                     | 24                                     | 19                                     | 16                                     | 15                                     | 15                                     | 15                                     | 17                                     | 14                                     | 14                                     | 13                                     | 13                                     | 12                                     | 14                                     | 18                                     | 21                                     | 21                                     | 23                                     | 26                                     | 34                                     | uit                                    |

### NederlandseSingle Top 100
| Hitnotering: 13-07-2019 t/m 07-12-2019 | Hitnotering: 13-07-2019 t/m 07-12-2019 | Hitnotering: 13-07-2019 t/m 07-12-2019 | Hitnotering: 13-07-2019 t/m 07-12-2019 | Hitnotering: 13-07-2019 t/m 07-12-2019 | Hitnotering: 13-07-2019 t/m 07-12-2019 | Hitnotering: 13-07-2019 t/m 07-12-2019 | Hitnotering: 13-07-2019 t/m 07-12-2019 | Hitnotering: 13-07-2019 t/m 07-12-2019 | Hitnotering: 13-07-2019 t/m 07-12-2019 | Hitnotering: 13-07-2019 t/m 07-12-2019 | Hitnotering: 13-07-2019 t/m 07-12-2019 | Hitnotering: 13-07-2019 t/m 07-12-2019 | Hitnotering: 13-07-2019 t/m 07-12-2019 | Hitnotering: 13-07-2019 t/m 07-12-2019 | Hitnotering: 13-07-2019 t/m 07-12-2019 | Hitnotering: 13-07-2019 t/m 07-12-2019 | Hitnotering: 13-07-2019 t/m 07-12-2019 | Hitnotering: 13-07-2019 t/m 07-12-2019 | Hitnotering: 13-07-2019 t/m 07-12-2019 | Hitnotering: 13-07-2019 t/m 07-12-2019 |
| Week:                                  | 1                                      | 2                                      | 3                                      | 4                                      | 5                                      | 6                                      | 7                                      | 8                                      | 9                                      | 10                                     | 11                                     | 12                                     | 13                                     | 14                                     | 15                                     | 16                                     | 17                                     | 18                                     | 19                                     | 20                                     |
| -------------------------------------- | -------------------------------------- | -------------------------------------- | -------------------------------------- | -------------------------------------- | -------------------------------------- | -------------------------------------- | -------------------------------------- | -------------------------------------- | -------------------------------------- | -------------------------------------- | -------------------------------------- | -------------------------------------- | -------------------------------------- | -------------------------------------- | -------------------------------------- | -------------------------------------- | -------------------------------------- | -------------------------------------- | -------------------------------------- | -------------------------------------- |
| Positie:                               | 89                                     | 64                                     | 50                                     | 44                                     | 40                                     | 34                                     | 28                                     | 29                                     | 30                                     | 34                                     | 37                                     | 34                                     | 33                                     | 33                                     | 30                                     | 36                                     | 51                                     | 47                                     | 51                                     | 55                                     |
| Week:                                  | 21                                     | 22                                     |                                        |                                        |                                        |                                        |                                        |                                        |                                        |                                        |                                        |                                        |                                        |                                        |                                        |                                        |                                        |                                        |                                        |                                        |
| Positie:                               | 78                                     | 91                                     | uit                                    |                                        |                                        |                                        |                                        |                                        |                                        |                                        |                                        |                                        |                                        |                                        |                                        |                                        |                                        |                                        |                                        |                                        |

### VlaamseUltratop 50
| Hitnotering: 25-05-2019 t/m 16-11-2019 | Hitnotering: 25-05-2019 t/m 16-11-2019 | Hitnotering: 25-05-2019 t/m 16-11-2019 | Hitnotering: 25-05-2019 t/m 16-11-2019 | Hitnotering: 25-05-2019 t/m 16-11-2019 | Hitnotering: 25-05-2019 t/m 16-11-2019 | Hitnotering: 25-05-2019 t/m 16-11-2019 | Hitnotering: 25-05-2019 t/m 16-11-2019 | Hitnotering: 25-05-2019 t/m 16-11-2019 | Hitnotering: 25-05-2019 t/m 16-11-2019 | Hitnotering: 25-05-2019 t/m 16-11-2019 | Hitnotering: 25-05-2019 t/m 16-11-2019 | Hitnotering: 25-05-2019 t/m 16-11-2019 | Hitnotering: 25-05-2019 t/m 16-11-2019 | Hitnotering: 25-05-2019 t/m 16-11-2019 | Hitnotering: 25-05-2019 t/m 16-11-2019 | Hitnotering: 25-05-2019 t/m 16-11-2019 | Hitnotering: 25-05-2019 t/m 16-11-2019 | Hitnotering: 25-05-2019 t/m 16-11-2019 | Hitnotering: 25-05-2019 t/m 16-11-2019 | Hitnotering: 25-05-2019 t/m 16-11-2019 |
| Week:                                  | 1                                      | 2                                      | 3                                      | 4                                      | 5                                      | 6                                      | 7                                      | 8                                      | 9                                      | 10                                     | 11                                     | 12                                     | 13                                     | 14                                     | 15                                     | 16                                     | 17                                     | 18                                     | 19                                     | 20                                     |
| -------------------------------------- | -------------------------------------- | -------------------------------------- | -------------------------------------- | -------------------------------------- | -------------------------------------- | -------------------------------------- | -------------------------------------- | -------------------------------------- | -------------------------------------- | -------------------------------------- | -------------------------------------- | -------------------------------------- | -------------------------------------- | -------------------------------------- | -------------------------------------- | -------------------------------------- | -------------------------------------- | -------------------------------------- | -------------------------------------- | -------------------------------------- |
| Positie:                               | 33                                     | 20                                     | 25                                     | 19                                     | 19                                     | 17                                     | 17                                     | 18                                     | 14                                     | 16                                     | 21                                     | 12                                     | 12                                     | 10                                     | 12                                     | 17                                     | 16                                     | 20                                     | 23                                     | 26                                     |
| Week:                                  | 21                                     | 22                                     | 23                                     | 24                                     | 25                                     | 26                                     |                                        |                                        |                                        |                                        |                                        |                                        |                                        |                                        |                                        |                                        |                                        |                                        |                                        |                                        |
| Positie:                               | 35                                     | 34                                     | 37                                     | 31                                     | 46                                     | 50                                     | uit                                    |                                        |                                        |                                        |                                        |                                        |                                        |                                        |                                        |                                        |                                        |                                        |                                        |                                        |

### VlaamseRadio 2 Top 30
| Hitnotering: 25-05-2019 t/m 26-10-2019 | Hitnotering: 25-05-2019 t/m 26-10-2019 | Hitnotering: 25-05-2019 t/m 26-10-2019 | Hitnotering: 25-05-2019 t/m 26-10-2019 | Hitnotering: 25-05-2019 t/m 26-10-2019 | Hitnotering: 25-05-2019 t/m 26-10-2019 | Hitnotering: 25-05-2019 t/m 26-10-2019 | Hitnotering: 25-05-2019 t/m 26-10-2019 | Hitnotering: 25-05-2019 t/m 26-10-2019 | Hitnotering: 25-05-2019 t/m 26-10-2019 | Hitnotering: 25-05-2019 t/m 26-10-2019 | Hitnotering: 25-05-2019 t/m 26-10-2019 | Hitnotering: 25-05-2019 t/m 26-10-2019 | Hitnotering: 25-05-2019 t/m 26-10-2019 | Hitnotering: 25-05-2019 t/m 26-10-2019 | Hitnotering: 25-05-2019 t/m 26-10-2019 | Hitnotering: 25-05-2019 t/m 26-10-2019 | Hitnotering: 25-05-2019 t/m 26-10-2019 | Hitnotering: 25-05-2019 t/m 26-10-2019 | Hitnotering: 25-05-2019 t/m 26-10-2019 | Hitnotering: 25-05-2019 t/m 26-10-2019 |
| Week:                                  | 1                                      | 2                                      | 3                                      | 4                                      | 5                                      | 6                                      | 7                                      | 8                                      | 9                                      | 10                                     | 11                                     | 12                                     | 13                                     | 14                                     | 15                                     | 16                                     | 17                                     | 18                                     | 19                                     | 20                                     |
| -------------------------------------- | -------------------------------------- | -------------------------------------- | -------------------------------------- | -------------------------------------- | -------------------------------------- | -------------------------------------- | -------------------------------------- | -------------------------------------- | -------------------------------------- | -------------------------------------- | -------------------------------------- | -------------------------------------- | -------------------------------------- | -------------------------------------- | -------------------------------------- | -------------------------------------- | -------------------------------------- | -------------------------------------- | -------------------------------------- | -------------------------------------- |
| Positie:                               | 20                                     | 8                                      | 7                                      | 13                                     | 18                                     | 23                                     | 18                                     | 17                                     | 19                                     | 16                                     | 19                                     | 21                                     | 15                                     | 9                                      | 10                                     | 9                                      | 16                                     | 12                                     | 8                                      | 11                                     |
| Week:                                  | 21                                     | 22                                     | 23                                     |                                        |                                        |                                        |                                        |                                        |                                        |                                        |                                        |                                        |                                        |                                        |                                        |                                        |                                        |                                        |                                        |                                        |
| Positie:                               | 14                                     | 23                                     | 27                                     | uit                                    |                                        |                                        |                                        |                                        |                                        |                                        |                                        |                                        |                                        |                                        |                                        |                                        |                                        |                                        |                                        |                                        |

### NPO Radio 2 Top 2000
| Nummer met noteringen in de NPO Radio 2 Top 2000 | '19  | '20 | '21  | '22  | '23  | '24  |
| ------------------------------------------------ | ---- | --- | ---- | ---- | ---- | ---- |
| You Say                                          | 1090 | 846 | 1066 | 1247 | 1356 | 1122 |

1. ↑  Een vetgedrukt getal geeft de hoogste notering aan.
2. ↑  2019 was het eerste jaar met een notering voor dit nummer.